# فاسكو بوبا
فاسيلي «فاسكو» بوبا (29 يونيو 1922 - 5 يناير 1991)، هو شاعر صربي من أصل روماني.
كتب فاسكو بوبا بأسلوب عصري موجز يدين بالكثير للسريالية والتقاليد الشعبية الصربية (من خلال تأثير الشاعر الصربي مومسيلو ناستاسيجيفيتش) ولا شيء على الإطلاق للواقعية الاشتراكية التي هيمنت على أدب أوروبا الشرقية بعد الحرب العالمية الثانية في الواقع، كان أول شخص في يوغوسلافيا ما بعد الحرب العالمية الثانية ينفصل عن الواقعية الاشتراكية. لقد ابتكر لغة شعرية فريدة من نوعها.

## من مؤلفاته
- ديوان: «شجرة ليمون في القلب».

## روابط خارجية
فاسكو بوبا على موقع IMDb (الإنجليزية)
- فاسكو بوبا على موقع الموسوعة البريطانية (الإنجليزية)
- فاسكو بوبا على موقع ميوزك برينز (الإنجليزية)